# Comment tuer son boss 2
Série
Comment tuer son boss ?
(2011)
Pour plus de détails, voir Fiche technique et Distribution.
Comment tuer son boss 2 ou Méchants Patrons 2 au Canada (Horrible Bosses 2) est un film américain réalisé par Sean Anders et sorti en 2014.
C'est la suite de la comédie à succès Comment tuer son boss ?.

## Synopsis
Dale, Kurt et Nick ne souhaitent plus travailler sous la direction de qui que ce soit. C'est pour cela qu'ils décident de monter leur propre affaire et ainsi être leurs propres patrons. Cependant, les trois amis sont escroqués par un investisseur peu scrupuleux et se retrouvent sans aucune possibilité de recours juridique. Le trio planifie donc le kidnapping du fils de cet investisseur afin de reprendre le contrôle de leur entreprise. 

## Fiche technique
- Titre original : Horrible Bosses 2
- Titre français : Comment tuer son boss 2
- Titre québécois : Méchants Patrons 2
- Réalisation : Sean Anders
- Scénario : Michael Markowitz, John Francis Daley et Jonathan M. Goldstein
- Musique : Christopher Lennertz
- Directeur de la photographie : Julio Macat
- Montage : Eric Kissack (en)
- Distribution des rôles : Chris Bustard
- Création des décors :
- Direction artistique : Brent Rice
- Décorateur de plateau :
- Création des costumes : Ellen Falguiere
- Producteurs  : Brett Ratner et Jay Stern
  - Producteurs délégués : John Cheng, John Morris et John Rickard
- Sociétés de production : New Line Cinema et Rat Entertainment
- Société de distribution : Warner Bros.
- Pays de production :  États-Unis
- Langue originale : anglais
- Durée : 108 minutes
- Format :
- Dates de sortie : 
  - États-Unis : 28 novembre 2014
  - Canada : 26 novembre 2014
  - France : 24 décembre 2014
  - Belgique : 7 janvier 2015

## Distribution
- Jason Bateman (VF : Bruno Choël ; VQ : Yves Soutière) : Nick Hendricks
- Charlie Day (VF : Benoît Du Pac ; VQ : Guillaume Champoux) : Dale Arbus
- Jason Sudeikis (VF : Thierry Kazazian ; VQ : Tristan Harvey) : Kurt Buckman
- Jennifer Aniston (VF : Dorothée Jemma ; VQ : Isabelle Leyrolles) : Dr Julia Harris
- Jamie Foxx (VF : Lucien Jean-Baptiste ; VQ : Pierre Auger) : « Nique Ta Mère » Jones ou Mother Fucker Jones (en VO)
- Kevin Spacey (VF : Gabriel Le Doze ; VQ : Daniel Picard) : Dave Harken
- Jonathan Banks (VF : Féodor Atkine ; VQ : Sylvain Hétu) : l'inspecteur Hatcher
- Christoph Waltz (VF : Christian Gonon ; VQ : Jean-François Blanchard) : Burt Hanson
- Chris Pine (VF : Emmanuel Garijo ; VQ : Jean-François Beaupré) : Rex Hanson
- Lindsay Sloane (VF : Barbara Beretta) : Stacy Arbus
- Keegan-Michael Key (VF : Rody Benghezala) : Mike
Version française
  - Société de doublage : Dubbing Brothers
  - Direction artistique : Marie-Laure Beneston
  - Adaptation : Marion Bessay

Sources et légende : Version française (VF) sur AlloDoublage  et Version Québécoise sur Doublage.Québec.Ca

## Production

### Développement
Seth Gordon a confirmé en juillet 2011 qu'une suite à Comment tuer son boss ? serait envisageable, à la suite du gros succès qu'a remporté celui-ci aux États-Unis et dans le monde, il déclare : « Oui, nous en discutons sérieusement. Le film a bien fonctionné aux États-Unis, donc ça va nous demander des efforts maintenant, nous essayons de voir à quoi ressemblerait une suite. »
Le 4 janvier 2012, il est confirmé qu'une suite est prévue, et que John Francis Daley et Jonathan M. Goldstein seraient de retour pour écrire ce script. New Line Cinema a été en négociation avec Seth Gordon pour qu'il réalise ce nouveau volet, avec Jason Bateman, Charlie Day et Jason Sudeikis qui reprendraient leurs rôles respectifs. Le 27 février 2012, Goldstein et Daley ont officiellement été annoncés comme étant de retour pour écrire le script.
À la fin mars, Bateman, Day et Sudeikis ont été confirmés comme étant de retour ; la participation de Jamie Foxx serait en négociation. Le film sera produit par les mêmes producteurs : Brett Ratner et Jay Stern. En août 2013, une annonce officielle nous apprend que Seth Gordon ne réalisera pas ce second film à cause de conflits d'emplois du temps et que les studios cherchaient activement un nouveau réalisateur pour un remplacement,. En septembre 2013, Sean Anders a été annoncé comme étant le remplaçant de Seth Gordon, et que John Morris rejoignait l'équipe de production en tant que producteur exécutif. Sean Anders est notamment l'un des scénaristes de Les Miller, une famille en herbe, le succès de l'été 2013, avec Jennifer Aniston et Jason Sudeikis. En septembre 2013, Jennifer Aniston rejoint officiellement le casting, elle reprend son rôle de Julia Harris.
Le tournage de Comment tuer son boss 2 a débuté le 12 septembre 2013 et se termina en janvier 2014 
Le 23 septembre, il a officiellement été annoncé que le film sortira en salle en novembre 2014.

## Accueil

### Box-office
Sorti le 26 novembre 2014 - la semaine de Thanksgiving - dans 3 375 salles aux États-Unis, Comment tuer son boss 2 réalise un démarrage décevant par rapport au premier volet, engrangeant seulement 15 457 418 $ de recettes lors de son premier week-end d'exploitation, ce qui lui vaut d'être à la cinquième place du box-office à cette période. À noter que le film est sorti le mercredi au lieu du vendredi, il a réalisé un résultat brut de 22 771 243 $. La semaine de sa sortie, il est classé en sixième position avec 7 313 825 $, mais n'est pas comptabilisé en semaine complète. Au 12 janvier 2014, le long-métrage finit son exploitation en engrangeant 54 445 357 $ aux États-Unis et 106 645 357 $ de recettes mondiales, résultat qui se révèle largement décevant en comparaison à son budget et au premier opus.
En France, où il est distribué dans 247 salles, Comment tuer son boss 2 prend la huitième place du box-office avec 151 232 entrées enregistrées la semaine de sa sortie, faisant 94 000 entrées de moins que le premier film, qui avait enregistré un résultat de 245 150 entrées à la même période. En trois semaines, il a déjà cumulé 249 990 entrées, alors que le premier avait totalisé 607 755 entrées.